# Consonne occlusive
 (janvier 2019).
Si vous disposez d'ouvrages ou d'articles de référence ou si vous connaissez des sites web de qualité traitant du thème abordé ici, merci de compléter l'article en donnant les références utiles à sa vérifiabilité et en les liant à la section « Notes et références ».
Une consonne occlusive, momentanée ou, plus concisément, une occlusive, en phonétique articulatoire, est une consonne dont le mode d'articulation fait intervenir un blocage complet de l'écoulement de l'air au niveau de la bouche, du pharynx ou de la glotte, suivi d'un relâchement soudain de ce blocage.
Dans le cas de consonnes orales, l'écoulement de l'air est complètement arrêté (phase d'occlusion) et provoque donc une différence de pression entre l'amont et l'aval du lieu d'articulation. C'est essentiellement lors du relâchement du blocage (phase de désocclusion) que le son est produit. Dans le cas de consonnes nasales, l'air continue en revanche de s'écouler par la cavité nasale, et le son est produit tout au long du blocage.

## Types de désocclusion
Il existe des occlusives sans phase de désocclusion (ou « sans relâchement ») : on parle souvent d'« implosives », bien que ce terme renvoie aussi à un autre concept (les consonnes injectives). L'API les note par le symbole de l'occlusive suivi de [ ̚]. La réalisation implosive d'une occlusive est normale devant une autre occlusive et n'est pas un phonème différent mais un simple allophone. Donc, apte peut être transcrit [ap̚t]. Certaines langues, comme le cantonais, le malais et le vietnamien, utilisent cependant des implosives en fin de syllabe.
Les désocclusions sont possibles aussi pour la nasale et la latérale.

## Occlusives du français
Le français contient les occlusives suivantes :
- orales sourdes (non voisées) : [p] (pépé), [t̪] (tétée), [k] (kéké) ;
- orales sonores (voisées) : [b] (bébé), [d̪] (Dédé), [g] (gaga) ;
- nasales sonores (voisées) : [m] (maman), [n] (nez), [ɲ] (gagner) ;

## Liste des occlusivespulmoniquesde l'API

### Apicales
- Bilabiales : les deux lèvres prennent fermement contact l'une contre l'autre.
  - [p] (orale non voisée)
  - [b] (orale voisée)
  - [m] (nasale)
- Labio-dentales : la lèvre supérieure prend contact avec les dents de la mâchoire inférieure et inversement.
  - [p̪] (orale non voisée)
  - [b̪] (orale voisée)
  - [ɱ] (nasale)
- Labiale-vélaires : les deux lèvres prennent contact l’une contre l’autre et le dos de la langue prend contact avec le palais.
  - [k͡p] (orale non voisée)
  - [ɡ͡b] (orale voisée)
- Dentales, alvéolaires, post-alvéolaires : la langue prend contact avec la partie postérieure des dents de la mâchoire supérieure et/ou le bourrelet formé par les alvéoles.
  - [t̪] et [t] (orale non voisée)
  - [d̪] et [d] (orale voisée)
  - [n̪] et [n] (nasale)
- Rétroflexes : la langue est retournée et sa pointe ou sa face intérieure prend appui sur un point de la partie antérieure du palais.
  - [ʈ] (orale non voisée)
  - [ɖ] (orale voisée)
  - [ɳ] (nasale)

### Dorsales
- Palatales : la pointe de la langue est dirigée vers le bas et s'appuie contre la face interne des dents inférieures, alors que le dos de la langue prend contact avec le palais « dur ».
  - [c] (orale non voisée)
  - [ɟ] (orale voisée)
  - [ɲ] (nasale)
- Labio-vélaires : le dos de la langue prend contact avec le palais et les lèvres sont arrondies.
  - [kʷ] (orale non voisée)
  - [ɡʷ] (orale voisée)
- Vélaires : alors que la pointe de la langue est appuyée contre la face interne des dents du bas, le dos de celle-ci prend contact avec le palais « mou », appelé aussi voile du palais (velum).
  - [k] (orale non voisée)
  - [g] (orale voisée)
  - [ŋ] (nasale)
- Uvulaires : pendant que la pointe de la langue est appuyée vers la face interne des dents du bas, le dos de celle-ci, relevé loin vers l'arrière, prend contact avec le palais mou au niveau de la luette.
  - [q] (orale non voisée)
  - [ɢ] (orale voisée)
  - [ɴ] (nasale)

### Autres
- Pharyngales
- Épiglottales
  - [ʡ] (orale non voisée)
- Glottales : elle est produite soit par l'ouverture soudaine de la glotte sous la poussée de l'air interne, soit par la fermeture brutale du passage de l'air au niveau de la glotte.
  - [ʔ] (orale non voisée)

## Occlusives non pulmoniques
- Clics (flux lingual) ;
- éjectives et injectives (flux glottal).